# Embrasser Fanny
Pour les articles homonymes, voir Fanny.

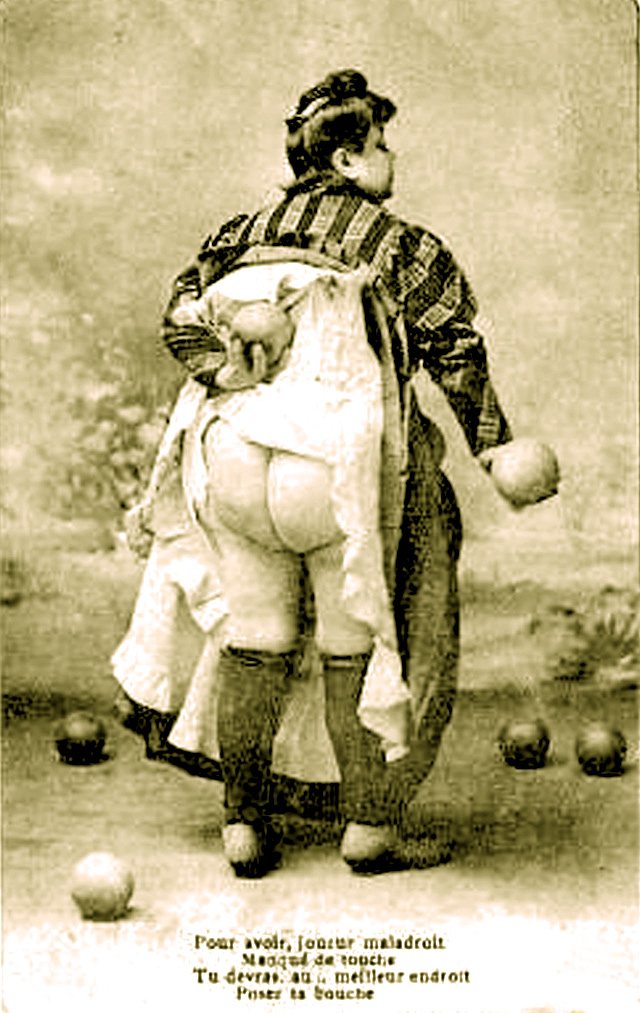
Fanny, édition de 1896.

L'expression Embrasser Fanny est utilisée lors d'une partie de boules (jeu provençal ou pétanque) lorsque le score final est de 13 à 0. Le perdant ou l'équipe perdante doit alors embrasser le postérieur dénudé d'une représentation féminine surnommée Fanny. Les expressions « faire fanny », « baiser Fanny », « être fanny » ou « se prendre une fanny » sont équivalentes et peuvent être utilisées dans d'autres activités comme le baby-foot ou le ping-pong.

## Tradition
À l'origine, les perdants devaient embrasser les fesses d'une femme prénommée Fanny, représentée sur tableau, ou sous d'autres formes (poterie ou sculpture). Aujourd'hui, ces représentations se rencontrent davantage chez les antiquaires et les brocanteurs que dans les cafés où se réunissent traditionnellement les boulistes. Mais tous les clubs boulistes en conservent une à leur siège et cette icône fait partie de leur patrimoine.
C'était à l'origine tout à la fois une récompense et une honte pour l'équipe perdante mais toujours une franche rigolade pour les spectateurs. « Embrasser Fanny, c'est l'image effrayante de la défaite, la preuve horrible qu’on a été battu, et pas seulement battu, mais vaincu lamentablement, l'humiliation totale : perdre par 13 à 0 ! »

## Historique de Fanny
Une tradition récente voudrait lui trouver une origine en Dauphiné où une Fanny aurait été serveuse dans un café de Grand-Lemps, peu avant la Première Guerre mondiale. Ce fut le maire du village qui inaugura cette pratique, mais des cartes postales précédant cette période montrent déjà Fanny et son postérieur offert. Certains la voient d'origine lyonnaise puisque la petite histoire du quartier de la Croix-Rousse dit que, dès 1870, les joueurs du Clos Jouve avaient comme spectatrice une jeune fille de vingt ans au grand cœur, Fanny Dubriand , un peu simplette, sale et mal fagotée, dormant souvent dans la rue. Elle faisait le désespoir de ses parents, qui tenaient une herboristerie dans le quartier de la Croix-Rousse, à Lyon, près de la mairie du 4e arrondissement, incapables de la contrôler. Contre une pièce, elle consolait le joueur malheureux en lui montrant ses fesses, mais n'acceptait pas le baiser. De nos jours, une friponne statue de bronze représentant la Fanny rappelle ce passé aux boulistes du Clos-Jouve.
Toutefois, la pratique, sinon l'expression, existait déjà bien avant. Le Roux, dans son Dictionnaire comique de 1718, p. 175 indique : « Baiser le cul de la vieille. Manière de parler usitée à Paris, se dit ordinairement au jeu du Billard & autres, signifie ne faire pas un seul point, perdre sans avoir pu gagner ni prendre un point. »
D'ailleurs, dans certains villages, on disait autrefois à ceux qui allaient à « la ville » pour la première fois qu'ils seraient arrêtés aux barrières pour « baiser le cul de la vieille », et qu'ils ne pourraient entrer qu'après avoir rempli cette formalité. La même plaisanterie courait sur les bords de la Saône et dans chaque port où l'on débarquait pour la première fois.
Carl Friesland fait remonter l'origine de l'expression au Moyen Âge, à la très scatologique Chanson d'Audigier dans laquelle le comte Turgibus, seigneur d'une certaine Grinberge, ayant perdu deux batailles de suite contre elle  doit accepter de « baiser le cul de la vieille » comme condition à la paix.
Deus foiz li fist baisier son cul ainz qu'il fust ters

et Audigier i ert par ses lievres aers.

« Audigier, dist Grinberge, mes cus est ters. »

Grainberge est descouverte jusqu'au nombriz,

sor Audigier s'asiet non pas enviz,

sor sa face li a son cul assis.
— Audigier, v. 415-420.

## Le rituel de Fanny

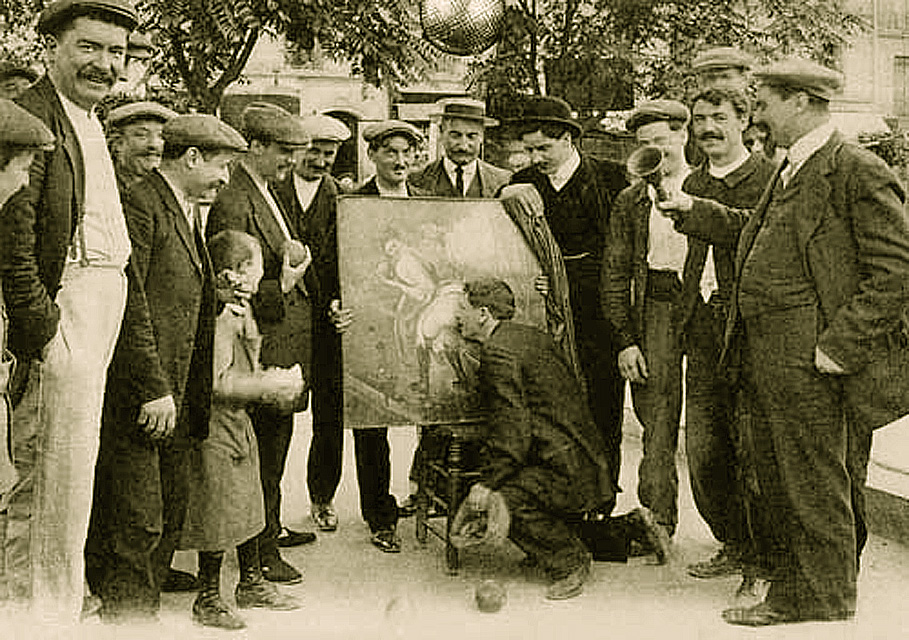
Le rituel.

Pour pallier le manque cruel de Fanny de comptoir acceptant de se retrousser en public, fut mise en service, dans tous les lieux où l'on jouait au jeu provençal ou à la pétanque, une Fanny postiche aux fesses rebondies. Conservée avec ferveur, véritable relique païenne, cachée dans une petite armoire, derrière un panneau ou un rideau, elle n'était dévoilée que pour un retentissant 13 à 0. Alors, le malheureux vaincu, à genoux comme s’il allait à confesse, en présence de tous, s’approchait de l'autel pour baiser l'icône. Faire passer le postérieur de Fanny à la postérité fut aussi une façon radicale de braver la morale bourgeoise chrétienne qui jetait l'opprobre sur ses fesses dénudées. 
Étrangement, en anglais américain, « fanny » signifie « popotin », et en anglais britannique « vulve ». 

### Dans la littérature
Dans son œuvre Le Temps des amours, Marcel Pagnol décrit une cérémonie de la Fanny à laquelle il a assisté.
Lors du Concours de Boule du Cercle annuel, une équipe a perdu sans marquer aucun point contre l’équipe adverse menée par le redoutable Pessuguet :
« Les vaincus avaient remis leurs vestons ; leurs boules étaient déjà serrées dans les sacs ou les muselières et plusieurs se querellaient, en se rejetant la responsabilité de la défaite. […] Puis, dans un grand silence, […] la voix de Pessuguet s’éleva :

— Et la cérémonie ?
Alors les jeunes se mirent à crier en chœur :
— La Fanny ! La Fanny !
— C’est la tradition, dit le journaliste. Il me semble que nous devons la respecter !
À ces mots, deux jeunes gens entrèrent en courant dans la salle du Cercle et en rapportèrent, au milieu de l’allégresse générale, un tableau d’un mètre carré, qu’ils tenaient chacun par un bout.
Les trois perdants s’avancèrent, avec des rires confus, tandis que la foule applaudissait. Je m’étais glissé jusqu’au premier rang et je vis avec stupeur que ce tableau représentait un derrière ! Rien d’autre. Ni jambes, ni dos, ni mains. Rien qu’un gros derrière anonyme, un vrai derrière pour s’asseoir, que le peintre avait cru embellir d’un rose qui me parut artificiel.
Des voix dans la foule crièrent :
— À genoux !
Docilement, les trois vaincus s’agenouillèrent. Deux faisaient toujours semblant de rire aux éclats, mais le troisième, tout pâle, ne disait rien et baissait la tête.
Alors les deux jeunes gens approchèrent le tableau du visage du chef de l’équipe et celui-ci, modestement, déposa un timide baiser sur ces fesses rebondies.
Puis il fit un grand éclat de rire, mais je vis bien que ce n’était pas de bon cœur. Le plus jeune, à côté de lui, baissait la tête et le muscle de sa mâchoire faisait une grosse bosse au bas de sa joue. Moi, je mourais de honte pour eux… Cependant, quelques-uns les applaudirent, comme pour les féliciter de la tradition et M. Vincent les invita à boire un verre : mais le chef refusa d’un signe de tête et ils s’éloignèrent sans mot dire. »
— Marcel Pagnol, Le temps des amours (chap. 4 La partie de boules de Joseph).

### Dans la musique
Dans sa chanson Vénus callipyge, Georges Brassens fait référence à cette tradition : « [...] quand je perds aux boules, en embrassant Fanny, je ne pense qu'à vous [...] »

### Monument
- La Fanny, œuvre de Geneviève Böhmer située sur le boulevard de la Croix-Rousse dans le 4e arrondissement de Lyon